# Kimchi bokkeumbap
El kimchi bokkeumbap es una variedad de bokkeumbap (arroz frito coreano) popular en Corea del Sur. Se elabora principalmente con kimchi (encurtidos coreanos) y arroz, junto con otros ingredientes disponibles, como verdura o carne en dados.

## Ingredientes
Para preparar kimchi bokkeumbap suele preferirse arroz sobrante y kimchi muy maduro. El kimchi pasado también puede usarse para preparar kimchi jjigae. De hecho, el kimchi muy fermentado y el arroz frío pueden producir un sabor de mayor riqueza que si están recién preparados. Antes de preparar el plato, el exceso de kimchiso (김치소, relleno de kimchi, mayoritariamente daikon rallado, cebolleta y jeotgal, marisco fermentado y salado) se retira del kimchi, exprimiéndose para eliminar su salmuera. Sin esta precaución, el plato resultante puede tener una textura pastosa.
Además del kimchi y el arroz, el kimchi bokkeumbap puede llevar muchos tipos de ingredientes. Aunque se prefiere el cerdo, también puede usarse ternera, pollo, panceta, jamón o spam. En lugar de carne puede usarse atún enlatado, gamba o champiñones en su lugar, en cuyo caso puede usarse el nombre del ingrediente antes del nombre del plato, como en beoseot kimchi bokkeumbap (버섯김치볶음밥, kimchi bokkeumbap de champiñón). La carne o el pescado se cortan y añaden al plato junto a verduras tales como cebolla, zanahoria o calabacín. Sin embargo, los ingredientes dependen del gusto personal y la ocasión. Puede usarse una pequeña cantidad de ajo picado y pimiento verde en rodajas como condimento. Los ingredientes se fríen en una sartén con un poco de aceite vegetal o de sésamo.
Después de que la receta se ponga en un plato o cuenco, se añade a veces un huevo frito encima. Se espolvorea encima gim rallado fino, cebollino picado o sésamo para mejorar el sabor y como guarnición.

## Uso
Debido a que el kimchi bokkeumbap es barato y fácil de hacer en un corto período, es un plato favorito de los estudiantes que viven solos y no pueden permitirse comidas caras. También es una receta popular para comer en un bunsikjeom (분식점, restaurante parecido a un bistró de Corea del Sur). El sabor es un poco picante debido a que el kimchi bokkeumbap siempre se sirve con danmuji y un pequeño cuenco de cualquier tipo de sopa suave y caliente, como miyeok guk (sopa de wakame) o  kongnamul guk (콩나물국, sopa de kongnamul o brotes de judía). Durante el verano puede acompañarse de dongchimi frío.